# Protosteira turlini
Protosteira turlini là một loài bướm đêm trong họ Geometridae.